# 예비적·택일적 기재
예비적·택일적 기재(Reserve Recording or Alternative Recording of A Charge)란 수개의 사실 또는 법조에 대하여 심판의 순위를 정하여 선순위의 사실이나 법조의 존재가 인정되는 않는 경우에 후순위의 사실 또는 법조의 인정을 구하는 취지로 기재하는 것(예비적 기재)와 수개의 사실에 관하여 심판의 순서를 정하지 않고 어느 것을 심판하여도 좋다는 취지의 기재(택일적 기재)를 말한다. 
대한민국 형사소송법 제254조 5항은 '수개의 범죄사실과 적용법조를 예비적 또는 택일적으로 기재할 수 있다.'라고 하여 허용하고 있다. 

## 허용범위에 대한 학설
공소사실의 동일성에 관하여 학설이 나뉜다. 공소사실의 동일성 판단기준에 대하여는 소인공통설, 구성요건공통설, 죄질공통설이 존재하고 통설은 기본적 사실공통설이다. 
허용범위에 대해서는 다음과 같은 견해의 대립이 있다. 
- 적극설(비한정설): 동일성이 인정되는 사실뿐만 아니라 동일성이 인정되지 않는 사실을 예비적 택일적으로 기재하는 것도 허용된다. 대한민국 판례의 입장이다.
- 소극설(한정설): 범죄사실과 적용법조의 예비적 택일적 기재는 공소사실의 동일성이 인정되는 범위에서만 허용된다. 통설에 따르면 동일성이 인정되지 않는 범죄사실에도 인정을 한다면 조건부 공소제기를 허용하는 결과가 되며 사실상 불합리한 결과를 초래한다고 본다.

그러나 실무상 공소제기시에 예비적 또는 택일적 기재를 함은 거의 없으며, 공판심리 중에 공소장 변경의 방법으로 공소사실을 예비적 또는 택일적으로 변경하는 것이 대부분이다.

## 관련 판례
- 대법원 1966.3.24. 전원합의체판결, 65도114

## 참고 문헌
- 손동권, 『형사소송법』, 세창출판사, 2010. (ISBN 8984112968)